# Rosina Rossi
María Rosina Rossi Albert (nacida el 26 de setiembre de 1958), es una magistrada uruguaya, quien se desempeña como ministra del Tribunal de lo Contencioso Administrativo desde marzo de 2023.

## Primeros años
Cursó estudios en la Facultad de Derecho de la Universidad de la República, donde se graduó como abogada en 1983.
A partir de junio de 1983 se desempeñó como Secretaria Letrada del Juzgado Letrado en lo Contencioso Administrativo de Primer Turno.

## Jueza de Paz en el interior
En agosto de 1986 inició su carrera judicial al ser designada Jueza de Paz de la 11° sección judicial de Canelones, con sede en la ciudad de San Ramón.
En marzo de 1988 fue trasladada al Juzgado de Paz de la quinta sección judicial de Canelones, con sede en la ciudad de La Paz.

## Jueza de Paz en la capital
En octubre de 1989 pasó a cumplir funciones en Montevideo como Jueza de Paz Departamental de la Capital de 12° Turno.

## Jueza Letrada en el interior
En noviembre de 1989 fue ascendida al cargo de Jueza Letrada de Florida de Segundo Turno.

## Jueza Letrada en la capital
En febrero de 1992 ascendió a cumplir funciones como Jueza Letrada en Montevideo, inicialmente como Jueza Letrada Suplente. 
En marzo de 1993 pasó a desempeñarse como Jueza Letrada del Trabajo de Octavo Turno y en noviembre de 1999 fue trasladada al Juzgado Letrado en lo Contencioso Administrativo de Primer Turno.

## Tribunal de Apelaciones
En octubre de 2005 recibió un nuevo ascenso al ser nombrada integrante del Tribunal de Apelaciones en lo Civil de Tercer Turno.
Dos años después, en julio de 2007, fue trasladada al Tribunal de Apelaciones del Trabajo de Primer Turno, permaneciendo en dicho tribunal durante más de quince años.

## Tribunal de lo Contencioso Administrativo
El 9 de marzo de 2023 la Asamblea General la eligió como miembro del Tribunal de lo Contencioso Administrativo, junto a José Balcaldi, para cubrir las vacantes generadas por los ceses de Eduardo Vázquez Cruz y de Nilza Salvo.Prestó juramento el día 29 de marzo siguiente.

## Otras actividades
Fue directora del Centro de Estudios Judiciales del Uruguay (escuela de formación para aspirantes a magistrados) entre 2017 y 2022.